# Piove (Lazza)
Piove è un brano musicale del rapper italiano Lazza, pubblicato l'8 aprile 2022, settima traccia dell'album in studio Sirio.

## Descrizione
La traccia ha visto la partecipazione del rapper italiano Sfera Ebbasta; la produzione è stata affidata a Low Kidd e a Drillionaire.
Il testo del brano musicale ha per oggetto la vita dei due artisti prima e dopo il successo musicale ottenuto.

## Classifiche

### Classifiche settimanali
| Classifica (2022) | Posizione massima |
| ----------------- | ----------------- |
| Italia            | 1                 |

### Classifiche di fine anno
| Classifica (2023) | Posizione |
| ----------------- | --------- |
| Italia            | 78        |